# 鳥籠 (電影)
是一部1996年美國的喜劇電影，導演是麥克·尼可斯，主演包括羅賓·威廉斯、金·哈克曼、納坦·朗、黛安·韋斯特。這部電影是1978年法國-義大利電影《一籠傻鳥》（La Cage aux Folles）的翻拍版，但故事舞台從法國聖特羅佩改成美國佛羅里達。這是一部同性戀題材的電影，在1996年3月8日首映，首個週末票房18,275,828美元。美國總票房124,060,553美元，世界票房185,260,553美元。這部電影得到不少好評，在爛番茄上獲得79%新鮮的評價。

## 演員
- 羅賓·威廉斯 飾 Armand Goldman
- 金·哈克曼 飾 參議員Kevin Keeley
- 納坦·朗 飾 Albert Goldman
- 黛安·韋斯特 飾 Louise Keeley
- 丹·福特曼 飾 Val Goldman
- 卡莉絲塔·佛克哈特 飾 Barbara Keeley
- 漢克·阿扎里亞 飾 Agador Spartacus
- 克莉絲汀·巴倫絲基 飾 Katherine Archer
- Tom McGowan（英语：Tom McGowan） 飾 Harry Radman
- 葛蘭·海斯洛夫 飾 《National Enquirer（英语：National Enquirer）》攝影師
- Kirby Mitchell 飾 Keeley的汽車司機

## 外部連結
- 互联网电影数据库（IMDb）上《The Birdcage》的资料（英文）
- AllMovie上《The Birdcage》的资料（英文）
- Box Office Mojo上《The Birdcage》的資料（英文）
- 爛番茄上《The Birdcage》的資料（英文）
- Metacritic上《The Birdcage》的資料（英文）